# Élisabeth Vogler
Elisabeth Vogler est un réalisateur, scénariste et chef opérateur. Il s'agit d'un pseudonyme utilisé par Laurent Slama provenant du film Persona d'Ingmar Bergman.
Son premier long-métrage, Paris est à nous a été tourné sans budget dans les rues de Paris avant d'être acheté et diffusé par la plateforme Netflix dans 190 pays le 22 février 2019.
Le 27 avril 2022 sort au cinéma son second long-métrage Années 20. Le film se compose d'un unique plan séquence d'une heure et demi tourné dans les rues de Paris.

## Biographie
Elisabeth Vogler est autodidacte .

## Filmographie

### Comme réalisateur

#### Long métrage
- 2019 : Paris est à nous
- 2022 : Années 20
- 2025 : A Second Life

#### Documentaire
- 2019 : Blanchisserie de France

## Distinctions
- Festival du film de Tribeca 2021 : Prix de la meilleure cinématographie et mention spéciale du jury pour Années 20 [4]